# Juan VI de Constantinopla
Juan VI (en griego: Ιωάννης ΣΤ΄, romanizado: Iōannēs VI) fue Patriarca Ecuménico de Constantinopla del 712 al 715.
Juan VI fue puesto en el trono patriarcal en el año 712 por el emperador romano Filípico, en reemplazo al destituido patriarca Ciro. Juan fue favorable a Filípico pues compartían el mismo pensamiento monotelista. La política religiosa del nuevo patriarca y su emperador causaron la ruptura temporal de las relaciones con la Iglesia Católica. En su gobierno presidió un concilio sobre monotelismo. Sin embargo, en el 715, fue destituido por el nuevo emperador Anastasio II, sustituyéndole por Germano I. Murió en el verano del mismo año.